# Nicola Cavanna
Guido Nicola Cavanna (Masio, 29 marzo 1916 – Asti, 20 febbraio 1980) è stato un vescovo cattolico italiano.
È stato vescovo di Rieti dal 27 marzo 1960 al 21 giugno 1971, giorno della sua nomina a vescovo titolare di Lilibeo e coadiutore con diritto di successione di Asti, vescovo di Asti dal 1º agosto 1977 al 20 febbraio 1980, principe della Chiesa di Asti.

## Biografia
Nato a Masio nell'Alessandrino, frequentò il seminario nel capoluogo dove ricevette l'ordinazione sacerdotale il 18 maggio 1940.
Nominato viceparroco di Quargnento, Castelceriolo e Felizzano, frequentò l'Università Gregoriana di Roma, laureandosi in teologia e diritto canonico.
Divenne insegnante di diritto al seminario di Alessandria dove ricoprì anche la carica di vicerettore.
Nel 1949 venne nominato parroco ad Alessandria della parrocchia di Sant'Alessandro, carica che ricoprì fino al 1960 quando venne nominato vescovo di Rieti da papa Giovanni XXIII.
Ricevette l'ordinazione episcopale nella chiesa parrocchiale di Sant'Alessandro in Alessandria, essendo vescovo ordinante principale Giuseppe Pietro Gagnor, O.P., vescovo di Alessandria.
Divenne padre conciliare e partecipò a tutte le sessioni del Concilio Vaticano II.
Il 21 giugno 1971 divenne vescovo titolare di Lilibeo, coadiutore del vescovo di Asti Giacomo Cannonero e amministratore apostolico sede plena; dopo la sua morte (1º agosto 1977), gli succedette come vescovo di Asti.
Morì ad Asti il 20 febbraio 1980, stroncato da un infarto cardiaco. Riposa nella cripta dei vescovi della cattedrale di Asti.

## L'opera
Il vescovo Cavanna impregnò la sua politica pastorale sul catechismo ai giovani, l'impegno verso il mondo del lavoro e gli emarginati.

## Genealogia episcopale
La genealogia episcopale è:
- Cardinale Scipione Rebiba
- Cardinale Giulio Antonio Santori
- Cardinale Girolamo Bernerio, O.P.
- Arcivescovo Galeazzo Sanvitale
- Cardinale Ludovico Ludovisi
- Cardinale Luigi Caetani
- Cardinale Ulderico Carpegna
- Cardinale Paluzzo Paluzzi Altieri degli Albertoni
- Papa Benedetto XIII
- Papa Benedetto XIV
- Papa Clemente XIII
- Cardinale Bernardino Giraud
- Cardinale Alessandro Mattei
- Cardinale Pietro Francesco Galleffi
- Cardinale Giacomo Filippo Fransoni
- Cardinale Carlo Sacconi
- Cardinale Edward Henry Howard
- Cardinale Mariano Rampolla del Tindaro
- Arcivescovo Vincenzo Sardi di Rivisondoli
- Arcivescovo Natale Gabriele Moriondo, O.P.
- Vescovo Giuseppe Pietro Gagnor, O.P.
- Vescovo Nicola Cavanna